# Anders Walls Stiftelser
Anders Walls Stiftelser grundades i samband med finansmannen Anders Walls 50-årsdag 1981 efter ett initiativ av framträdande personer i det svenska närings- och kulturlivet. Sedan dess har stiftelserna årligen delat ut stipendier inom områdena företagande och entreprenörskap, forskning och utbildning, kultur, internationell utbildning samt landsbygdsutveckling. De flesta stipendierna delas ut vid en särskild ceremoni på Anders Walls födelsedag den 10 mars, där ett stort antal företrädare från näringsliv, kultur och akademier är representerade. Tidigare år har denna ceremoni ägt rum i Kungliga Musikaliska Akademiens lokaler. Stipendiernas storlek varierar, men flera uppgår till omkring 150-200 000 kr.

## Stipendier
För att hitta stipendiater samverkar stiftelserna med olika nomineringskommittéer inom respektive område. Exempelvis nominerar Förbundet Unga Forskare stipendiater inom ung forskning och för Årets Uppsalastudent nomineras av bland annat ledningen för Uppsala universitet och företrädare för studentorganisationerna. Vissa av stipendierna går att söka till, exempelvis ung forskning, landsbygdsutveckling och handelskammarstipendierna, men för vissa stipendium går det inte att ansöka själv. Efter att kommittéerna berett förslagen fattas beslut av stiftelsernas styrelse. Stipendiaterna skall vara unga människor som visat prov på entreprenörsanda och kreativitet. 
Stiftelserna delar ut följande stipendier:
- Ung företagsamhet
- Forskning (nomineras av Förbundet Unga Forskare)
- Årets Uppsalastudent (Uppsala Universitet)
- Svenska Handelshögskolan i Helsingfors (Hanken)
- Svenska Handelshögskolan i Riga (SSE Riga)
- Katedralskolan i Uppsala
- Svenska Handelskammaren i London (ej längre aktivt)
- Svenska Handelskammaren i New York (delades ut sista gången 1995)
- Svenska Handelskammaren i Shanghai (delades ut sista gången 2021)[4]
- Confidencen (Ulriksdals Slottsteater)
- Giresta kyrka
- Landsbygdsutveckling (Nomineras av Kungliga Skogs- och Lantbruksakademien)

## Wallumni
Det som skiljer Anders Walls Stiftelser från många andra stiftelser är att stipendiaterna, förutom att få ett ekonomiskt bidrag för fortsatt utbildning, även blir medlemmar av nätverket Wallumni. Nätverket består av ett par hundra medlemmar, Wallumner, från operasångerskor till forskare och entreprenörer. Wallumnerna träffas regelbundet och har under årens lopp även genomfört studieresor till bland annat Skåne, Estland, England, Lettland, Litauen och Finland, då även Anders Wall följt med.

## Stipendiater
- Malena Ernman, Giresta 1999
- Zlatan Bajric, Ung Företagsamhet 2012 [6]
- Caroline Kummelstedt, Ung Företagsamhet 2010[7]
- Erik Johansson, Landsbygdsutveckling 2004
- Ola Lauritzson Ung Företagsamhet 1996
- Årets Uppsalastudent (lista över Wallumner från Uppsala Universitet)